# إتاحة
الإتاحة، الموصلية، سهولة المنال، إمكانية الوصول، تيسير الوصول، قرب، موصولية (بالإنجليزية: Accessibility)
 سهولة الوصول أو الإعانة، هو مصطلحٌ حديث يٌستخدم عامة في تصنيف الأنظمة التقنية ويحدد مدى قدرة أكبر عدد ممكن من المستخدمين بغض النظر عن قدراتهم من الإستخدام. تمكين أكبر عدد من الناس من استعمال أنظمة البنية التحتية كالشوارع والعمارات والأجهزة. له علاقة بحقوق الإنسان الفردية وخاصة ذوي الإحتياجات الخاصة في المجتمع وحقهم في استخدام الأجهزة والأنظمة التي يستعملها بقية الناس. وغالبا ما يقصد بها توفير أدوات كالكرسي المتحرك أو قارئ صفحات الويب الآلي وغيرها. الإتاحة هي مجال علمي يرتبط ارتباطا وثيقا بمجال التصميم الشامل وهذا النهج ينطوي على فكرة «الوصول المباشر». هذا هو ما يجعل الأمور في متناول جميع الناس (سواء كان لديهم إعاقة أو لا). ومع ذلك، فإن المنتجات المسوقة بأنها استفادت من عملية التصميم الشاملة غالبا ما تكون في الواقع نفس الأجهزة المكيفة خصيصا للاستخدام من جانب المعوقين. البديل غير المحبب هو توفير «الوصول غير المباشر» عن طريق الحصول على دعم الشخص المعاق في تحقيق الوصول إلى التقنية عبر وسائل إضافية (مثلا قارئ صفحات الويب الآلي وغيره).

## الإعاقات

رمز دولي للإتاحة

حركة دعاة حقوق المعاقين والمساواة ما دأبت تدعو إلى الحصول على الحقوق الاجتماعية، السياسية، والحياة الاقتصادية للمعاقين. وتشمل المطالبة ليس فقط في الوصول المادي ولكن الوصول إلى نفس الأدوات، الخدمات، المرافق والمنظومات التي يستعملها الأشخاص الآخرون.
صدرت في مختلف البلدان تشريعات تتطلب إمكانية الوصول والاستعمال (في ترتيب حسب سنة الصدور):
- في الولايات المتحدة، بموجب قانون لذوي الاحتياجات الخاصة لعام 1990 يلزم القطاعين العام والخاص بأن يكون الوصول إلى الأبنية والأنظمة عموما متاحا للجميع. ولايات كثيرة في الولايات المتحدة لديها قوانين إعاقة خاصة بها.
- في أستراليا، قانون التمييز على أساس الإعاقة لعام 1992 أصدر أحكاما عديدة لإمكانية الوصول.
- في المملكة المتحدة، قانون التمييز على أساس الإعاقة عام 1995 أصدر ءحكاما عديدة لإمكانية الوصول.
- في جنوب أفريقيا، تعزيز المساواة ومنع التمييز الجائر أصدر قانون عام 2000 يتضمن أحكاما عديدة لإمكانية الوصول.
- في اونتاريو، كندا أصدر قانون المعوقين عام 2000 لتعزيز المساواة ومنع التمييز الجائر.
- في ألمانيا أصدر قانون المساواة سنة 2003 ويتضمن أحكاما لضمان المساواة.
- في الدول العربية لا يوجد معلومات عن هكذا قوانين.

## الإتاحة في الاتصالات السلكية واللاسلكية وتقنية المعلومات
واحدة من أهم الأمور هو القدرة على الوصول إلى المعلومات والخدمات عن طريق التقليل من الحواجز، المسافة، والتكلف وكذلك قابلية تلك الأنظمة للاستعمال من قبل الجميع. في كثير من البلدان ظهرت مبادرات أدت إلى قوانين وأنظمة تهدف إلى إتاحة وصول الجميع إلى الإنترنت وعلى نظم الهاتف بدون معوقات وبتكلفة معقولة للمواطنين.
ويوجد حاليا عدد قليل من المؤسسات الرئيسية دولياََ لتنسيق مجموعة من المبادئ التوجيهية من أجل تنظيم مبادئ الإتاحة على شبكة الويب. الأولى والأكثر شهرة هي مبادرة WAI (وي) (بالإنجليزية: Web Accessibility Initiative)، والتي هي جزء من مؤسسة شبكة الويب العالمية (W3C). هذه المنظمة (وي) وضعت مبادئ توجيهية لإتاحة الوصول إلى محتويات الويب. مجموعة المبادئ قواعد محتوى الويب تسمى (1.0 wcag) ويجري العمل الآن على إصدار نسخه منقحة (2.0 wcag) هذه المبادئ تحدد ماذا يجب فعله عند برمجة صفحات الويب لجعل محتواها متاحا للجميع ما يشمل الأشخاص المعوقين. عندما نتكلم عن المحتوى نعني بصفة عامة المعلومات في صفحة الويب أو تطبيق الويب، بما فيها النصوص، الصور، الأشكال، والأصوات. فعلى سبيل المثال يجب إضافة نص مكتوب لكل صورة في صفحة الويب.
تنقسم قواعد محتوى الويب إلى 3 مستويات ا، ا وا. ويتطلب كل مستوى من الالتزام في مجموعة من المبادئ التوجيهية وتطابق صفحة الويب معها، مثل الاصدارات المختلفة من لغة HTML لغة رقم النص الفائق، وغيرها من التقنيات التي تحتاج إلى أن تدمج في برنامج صفحة الويب والتأكد من صحة التزامها بقواعد اللغة (HTML). هناك أدوات على الإنترنت مثل محرك watchfire webxact أو imergo Web Compliance Manager يستطيع أي شخص أن يفحص صفحة الويب والتأكد من مدى الالتزام بقواعد الإتاحة وإصدار تقرير عن ذلك.
إن الالتزام بقواعد الإتاحة يعود بمنافع جمة على صاحب أو مدير صفحة الويب منها:
- دعم محركات البحث مثل بحث جوجل في أن تجد الصفحة بسهولة أكبر
- استخدام أجدى للمصادر كسعة الشبكة وخزان المعلومات
- قدرة أكبر على تطوير صفحة الويب والتلائم مع أي تطورات مستقبلية

عامةَ لتصميم موقع على الإنترنت يلتزم بقواعد الإتاحة، ينبغي لهذا الموقع على الأقل أن يكون على النحو التالي:
- الالتزام بقواعد HTML W3C لغة رقم النص الفائق لصفحات المحتوى
- الالتزام بقواعد CSS لتصميم الصفحات
- الالتزام على الأقل ب وي - ا أو ا (ويفضل ا)wcag
- تشفير المفاتيح للوصول المباشر لأدوات [لغة رقم النص الفائق] HTML
- نصوص بديلة لاستخدام الوسائط المتعددة على الموقع (فيديو، فلاش، أغنية، الخ.)

آخر فكرة جيدة للإتاحة لمواقع على شبكة الإنترنت تشمل وضع رسالة للمستخدم عن درجة الالتزام بمبادئ الإتاحة على الموقع.